# Clemens Prüssen
Clemens Richard Prüssen, auch Prüßen (* 18. Juni 1888 in Köln; † 23. Oktober 1966 ebenda), war ein deutscher Landschaftsmaler der Düsseldorfer Schule.

## Leben
Prüssen wuchs als Sohn des Kölner Werkzeug-Fabrikanten Felix Prüssen und dessen Ehefrau Maria Josefine, geborene Gattermann, in großbürgerlichen Verhältnissen auf. Ab 1899 besuchte er das Schiller-Gymnasium in Köln-Sülz. Mit der Mittleren Reife verließ Prüssen im Jahr 1907 das Gymnasium und absolvierte auf Drängen seines Vaters ein zweijähriges Gestaltungspraktikum bei der damals neugegründeten Glasmalerei Peters in Bielefeld. 1909 schrieb er sich für das Fach Malerei an der Kunstakademie Düsseldorf ein. Dort war Eduard von Gebhardt sein Lehrer und Ernst Inden ein Studienfreund. 1910 machte er Bekanntschaft mit dem „Eifelmaler“ Fritz von Wille, der ihn im Rahmen von Exkursionen, die er für Düsseldorfer Studenten anbot, an dessen Malstil und Sujets heranführte. 1911 wechselte Prüssen an die Königliche Akademie der Bildenden Künste in München, um sich bei Franz von Stuck weiter auszubilden. Doch bereits 1912 zog er weiter nach Karlsruhe, wo er bis 1913/14 an der Großherzoglich Badischen Kunstschule unter Ludwig Dill und Walter Georgi die akademische Ausbildung abschloss. In Karlsruhe traf er auch auf Alfred Holler.
1914 kehrte Prüssen in seine Vaterstadt zurück. Dort heiratete er am 23. Mai 1914 Aloysia Renner. 1920 wurde diese Ehe geschieden. Bis zur Insolvenz der ab 1923 ins Straucheln geratenen väterlichen Fabrik im Jahr 1928 erhielt Prüssen von seinem Vater eine monatliche Unterstützung. Danach war er darauf angewiesen, seinen Lebensunterhalt selbst zu bestreiten, was ihm durch Auftragsarbeiten für Kinder- und Familienporträts, die er ab 1929 annahm, durch die Anfertigung von Illustrationen für einen Kölner Verlag sowie durch weitere Auftragsarbeiten auch gelang.
Die 1930er Jahre gelten als Prüssens kreativste Schaffensperiode. Zusammen mit seinem Malerfreund Inden und mit weiteren Freunden bereiste er häufig die Eifel. Dort entstanden in Freilichtmalerei viele Landschaftsansichten in kleinen Leinwandformaten. 1936 nahm er an der Ausstellung „Der neue Weg der Kunst zum Volk“ teil, die vom „Gemeinschaftswerk Kunst und Künstler“ unter dem Dach der Reichskammer der bildenden Künste mit großem propagandistischem Aufwand in Mayen veranstaltet wurde. Die Verpflichtung zur Ausstellungsteilnahme hatte es ihm zuvor im Rahmen einer NS-Künstlerförderung ermöglicht, sich für sechs Wochen in Polch aufzuhalten und dort zu malen. Ab Mitte der 1950er Jahre fokussierte sich Prüssens Malerei zunehmend auf Köln und dessen Umland.
Seit 1923 war Prüssen in zweiter Ehe mit Karoline, geborene Helbig, verheiratet. Mit seiner Frau und seinem Sohn Udo wohnte er zuletzt in einer Wohnung in Köln-Klettenberg. Dort verstarb er 1966 im Alter von 78 Jahren an einem Herzleiden.